# Llista d'estats per era
Els estats al llarg de la història, han anat evolucionant en diferents continents segons les edats històriques. En l'Edat Antiga, els estats més importants van ser els imperis egipci, assiri, babilònic, persa, grec i romà. En l'Edat Mitjana, van emergir els estats feudals europeus i els califats àrabs. En l'Edat Moderna, es van desenvolupar les monarquies nacionals europees i els estats colonials europeus a Amèrica, Àfrica i Asia. Finalment, en l'actualitat, predominen els estats nació moderns a tot el món, amb diferents sistemes polítics i formes de govern.
Aquest és un recull dels Estats existents als diferents continents del planeta segons les Edats històriques

## Edat del coure
Entre els anys 5000 i 3000 abans de Crist
L'Edat del Coure, també coneguda com l'eneolític o el neolític és una fase de la història abans que es va descobrir que l'addició d'estany al coure formava bronze, un metall més dur. Es va definir originariàment com una transició entre el neolític i l'Edat de Bronze. També és considerada part de aquesta edat per la utilització de metalls, a diferència de l'Edat de Pedra.
| 9000               | 5400         | 5000             | 4500       | 4200        | 4000          | 3500         | 3200 | 3100 | 2450 | 2330 | 2300 | 2250 | 2140 | 2100 | 2000 | 1800 | 1759 | 1573 | 600 |
| ------------------ | ------------ | ---------------- | ---------- | ----------- | ------------- | ------------ | ---- | ---- | ---- | ---- | ---- | ---- | ---- | ---- | ---- | ---- | ---- | ---- | --- |
| Jericó (Palestina) |              |                  |            |             |               |              |      |      |      |      |      |      |      |      |      |      |      |      |     |
| Baix Egipte        |              |                  |            |             |               |              |      |      |      |      |      |      |      |      |      |      |      |      |     |
|                    | Èridu (Iraq) |                  |            |             |               |              |      |      |      |      |      |      |      |      |      |      |      |      |     |
|                    |              | Mari (Síria)     |            |             |               |              |      |      |      |      |      |      |      |      |      |      |      |      |     |
|                    |              | Girsu (Iraq)     |            |             |               |              |      |      |      |      |      |      |      |      |      |      |      |      |     |
|                    |              | Jiroft (Iran)    |            |             |               |              |      |      |      |      |      |      |      |      |      |      |      |      |     |
|                    |              | Badtibira (Iraq) |            |             |               |              |      |      |      |      |      |      |      |      |      |      |      |      |     |
|                    |              | Nippur (Iraq)    |            |             |               |              |      |      |      |      |      |      |      |      |      |      |      |      |     |
|                    |              |                  | Alt Egipte |             |               |              |      |      |      |      |      |      |      |      |      |      |      |      |     |
|                    |              |                  |            | Susa (Iran) |               |              |      |      |      |      |      |      |      |      |      |      |      |      |     |
|                    |              |                  |            |             | Ur (Iraq)     |              |      |      |      |      |      |      |      |      |      |      |      |      |     |
|                    |              |                  |            |             | Lagaix (Iraq) |              |      |      |      |      |      |      |      |      |      |      |      |      |     |
|                    |              |                  |            |             | Kix (Iraq)    |              |      |      |      |      |      |      |      |      |      |      |      |      |     |
|                    |              |                  |            |             | Uruk (Iraq)   |              |      |      |      |      |      |      |      |      |      |      |      |      |     |
|                    |              |                  |            |             |               | Assur (Iraq) |      |      |      |      |      |      |      |      |      |      |      |      |     |
|                    |              |                  |            |             |               | Isin (Iraq)  |      |      |      |      |      |      |      |      |      |      |      |      |     |
| 9000               | 5400         | 5000             | 4500       | 4200        | 4000          | 3500         | 3200 | 3100 | 2450 | 2330 | 2300 | 2250 | 2140 | 2100 | 2000 | 1800 | 1759 | 1573 | 600 |

## Edat de bronze
Estats entre els anys 3300 i 1200 abans de Crist

### Àfrica
| 3150         | 2500                   | 2400                                              | s XV         | 1550         | 1550                | s XIII              | 1069                | 630 | s V |
| ------------ | ---------------------- | ------------------------------------------------- | ------------ | ------------ | ------------------- | ------------------- | ------------------- | --- | --- |
| Antic Egipte | Antic Egipte           | Antic Egipte                                      | Antic Egipte | Antic Egipte | Imperi Nou d'Egipte | Imperi Nou d'Egipte | Imperi Nou d'Egipte |     |     |
|              | Núbia (Egipte i Sudan) |                                                   |              |              |                     |                     |                     |     |     |
|              |                        | País del Punt (Somàlia, Etiòpia, Eritrea o Yemen) |              |              |                     |                     |                     |     |     |
|              |                        |                                                   |              |              | Libu (Líbia)        |                     |                     |     |     |
|              |                        |                                                   |              |              |                     | Etiòpia             |                     |     |     |

### Amèrica
| 2000                                                                 | 1400                        | 900 | 400 |
| -------------------------------------------------------------------- | --------------------------- | --- | --- |
| Civilització Maia (Mèxic, Guatemala, Belize, Hondures i El Salvador) |                             |     |     |
|                                                                      | Civilització Olmeca (Mèxic) |     |     |

### Àsia central i Estepa Eurasiàtica
| 2300                                                           | 1700                                                           | 1400                         | 1300                  | 1292     | 626      | 180      | 150 | s II d.C. |
| -------------------------------------------------------------- | -------------------------------------------------------------- | ---------------------------- | --------------------- | -------- | -------- | -------- | --- | --------- |
| Bactriana (Turkmenistan, Afganistan, Uzbekistan i Tadjikistan) | Bactriana (Turkmenistan, Afganistan, Uzbekistan i Tadjikistan) |                              |                       | Coràsmia | Coràsmia | Coràsmia |     |           |
|                                                                |                                                                | els Donghu (Xina i Mongòlia) |                       |          |          |          |     |           |
|                                                                |                                                                |                              | Còlquida (Geòrgia)    |          |          |          |     |           |
|                                                                |                                                                |                              | els Cimeris (Ucraïna) |          |          |          |     |           |

### Àsia Meridional
| 3300                                          | 1700            | 1500                             | 1450             | 1376         | 1350             | 1300                | 1250                  | 1200                     | 1100              | 1000              | 700               | 600               | 580               | 544               | 543               | 535 | 500                        | s IV                       | 350                        | 323                        | 322                        | 320                        | 318                        | 300                                                                | 285                        | 266                        | 195                        | 500 d.C.                   | 1279                       | 1435                       | 1550                       |
| --------------------------------------------- | --------------- | -------------------------------- | ---------------- | ------------ | ---------------- | ------------------- | --------------------- | ------------------------ | ----------------- | ----------------- | ----------------- | ----------------- | ----------------- | ----------------- | ----------------- | --- | -------------------------- | -------------------------- | -------------------------- | -------------------------- | -------------------------- | -------------------------- | -------------------------- | ------------------------------------------------------------------ | -------------------------- | -------------------------- | -------------------------- | -------------------------- | -------------------------- | -------------------------- | -------------------------- |
| Civilització de la Vall de l'Indus (Pakistan) |                 |                                  |                  |              |                  |                     |                       |                          |                   |                   |                   |                   |                   |                   |                   |     |                            |                            |                            |                            |                            |                            |                            |                                                                    |                            |                            |                            |                            |                            |                            |                            |
|                                               | Magadha (Índia) |                                  |                  |              |                  |                     |                       |                          |                   |                   |                   |                   |                   |                   |                   |     |                            |                            |                            |                            |                            |                            |                            |                                                                    |                            |                            |                            |                            |                            |                            |                            |
|                                               |                 | Gandhara (Pakistan i Afganistan) |                  |              |                  |                     |                       |                          |                   |                   |                   |                   |                   |                   |                   |     |                            |                            |                            |                            |                            |                            |                            |                                                                    |                            |                            |                            |                            |                            |                            |                            |
|                                               |                 |                                  | Kamboges (Índia) |              |                  |                     |                       |                          |                   |                   |                   |                   |                   |                   |                   |     |                            |                            |                            |                            |                            |                            |                            |                                                                    |                            |                            |                            |                            |                            |                            |                            |
|                                               |                 |                                  |                  | Kuru (Índia) |                  |                     |                       |                          |                   |                   |                   |                   |                   |                   |                   |     |                            |                            |                            |                            |                            |                            |                            |                                                                    |                            |                            |                            |                            |                            |                            |                            |
|                                               |                 |                                  |                  |              | Kirata (Nepal)   |                     |                       |                          |                   |                   |                   |                   |                   |                   |                   |     |                            |                            |                            |                            |                            |                            |                            |                                                                    |                            |                            |                            |                            |                            |                            |                            |
|                                               |                 |                                  |                  |              | Madra (Pakistan) |                     |                       |                          |                   |                   |                   |                   |                   |                   |                   |     |                            |                            |                            |                            |                            |                            |                            |                                                                    |                            |                            |                            |                            |                            |                            |                            |
|                                               |                 |                                  |                  |              |                  | Pundra (Bangladesh) |                       |                          |                   |                   |                   |                   |                   |                   |                   |     |                            |                            |                            |                            |                            |                            |                            |                                                                    |                            |                            |                            |                            |                            |                            |                            |
|                                               |                 |                                  |                  |              |                  | Koshala (Índia)     |                       |                          |                   |                   |                   |                   |                   |                   |                   |     |                            |                            |                            |                            |                            |                            |                            |                                                                    |                            |                            |                            |                            |                            |                            |                            |
|                                               |                 |                                  |                  |              |                  | Sindhu (Pakistan)   |                       |                          |                   |                   |                   |                   |                   |                   |                   |     |                            |                            |                            |                            |                            |                            |                            |                                                                    |                            |                            |                            |                            |                            |                            |                            |
|                                               |                 |                                  |                  |              |                  | Virata (Nepal)      |                       |                          |                   |                   |                   |                   |                   |                   |                   |     |                            |                            |                            |                            |                            |                            |                            |                                                                    |                            |                            |                            |                            |                            |                            |                            |
|                                               |                 |                                  |                  |              |                  | Vanga (Índia)       |                       |                          |                   |                   |                   |                   |                   |                   |                   |     |                            |                            |                            |                            |                            |                            |                            |                                                                    |                            |                            |                            |                            |                            |                            |                            |
|                                               |                 |                                  |                  |              |                  |                     | Matsya (Índia)        |                          |                   |                   |                   |                   |                   |                   |                   |     |                            |                            |                            |                            |                            |                            |                            |                                                                    |                            |                            |                            |                            |                            |                            |                            |
|                                               |                 |                                  |                  |              |                  |                     | Kasmira (Índia)       |                          |                   |                   |                   |                   |                   |                   |                   |     |                            |                            |                            |                            |                            |                            |                            |                                                                    |                            |                            |                            |                            |                            |                            |                            |
|                                               |                 |                                  |                  |              |                  |                     | Vajji (Índia i Nepal) |                          |                   |                   |                   |                   |                   |                   |                   |     |                            |                            |                            |                            |                            |                            |                            |                                                                    |                            |                            |                            |                            |                            |                            |                            |
|                                               |                 |                                  |                  |              |                  |                     | Kekeya (Índia)        |                          |                   |                   |                   |                   |                   |                   |                   |     |                            |                            |                            |                            |                            |                            |                            |                                                                    |                            |                            |                            |                            |                            |                            |                            |
|                                               |                 |                                  |                  |              |                  |                     |                       | Lanka (Sri Lanka)        | Lanka (Sri Lanka) | Lanka (Sri Lanka) | Lanka (Sri Lanka) | Lanka (Sri Lanka) | Lanka (Sri Lanka) | Lanka (Sri Lanka) | Lanka (Sri Lanka) |     | Pandya (Índia i Sri Lanka) | Pandya (Índia i Sri Lanka) | Pandya (Índia i Sri Lanka) | Pandya (Índia i Sri Lanka) | Pandya (Índia i Sri Lanka) | Pandya (Índia i Sri Lanka) | Pandya (Índia i Sri Lanka) | Pandya (Índia i Sri Lanka)                                         | Pandya (Índia i Sri Lanka) | Pandya (Índia i Sri Lanka) | Pandya (Índia i Sri Lanka) | Pandya (Índia i Sri Lanka) | Pandya (Índia i Sri Lanka) | Pandya (Índia i Sri Lanka) | Pandya (Índia i Sri Lanka) |
|                                               |                 |                                  |                  |              |                  |                     |                       | Vidarbha (Índia)         |                   |                   |                   |                   |                   |                   |                   |     |                            |                            |                            |                            |                            |                            |                            |                                                                    |                            |                            |                            |                            |                            |                            |                            |
|                                               |                 |                                  |                  |              |                  |                     |                       | Yaksha (Índia)           |                   |                   |                   |                   |                   |                   |                   |     |                            |                            |                            |                            |                            |                            |                            |                                                                    |                            |                            |                            |                            |                            |                            |                            |
|                                               |                 |                                  |                  |              |                  |                     |                       | Pantxala (Índia i Nepal) |                   |                   |                   |                   |                   |                   |                   |     |                            |                            |                            |                            |                            |                            |                            |                                                                    |                            |                            |                            |                            |                            |                            |                            |
|                                               |                 |                                  |                  |              |                  |                     |                       |                          | Anga (Índia)      |                   |                   |                   |                   |                   |                   |     |                            |                            |                            |                            |                            |                            |                            |                                                                    |                            |                            |                            |                            |                            |                            |                            |
|                                               |                 |                                  |                  |              |                  |                     |                       |                          |                   | Āryāvarta (Índia) |                   |                   |                   |                   |                   |     |                            |                            |                            |                            |                            |                            |                            |                                                                    |                            |                            |                            |                            |                            |                            |                            |
|                                               |                 |                                  |                  |              |                  |                     |                       |                          |                   |                   | Kalinga (Índia)   |                   |                   |                   |                   |     |                            |                            |                            |                            |                            |                            |                            |                                                                    |                            |                            |                            |                            |                            |                            |                            |
|                                               |                 |                                  |                  |              |                  |                     |                       |                          |                   |                   | Surasena (Índia)  |                   |                   |                   |                   |     |                            |                            |                            |                            |                            |                            |                            |                                                                    |                            |                            |                            |                            |                            |                            |                            |
|                                               |                 |                                  |                  |              |                  |                     |                       |                          |                   |                   |                   | Chedi (Índia)     |                   |                   |                   |     |                            |                            |                            |                            |                            |                            |                            |                                                                    |                            |                            |                            |                            |                            |                            |                            |
|                                               |                 |                                  |                  |              |                  |                     |                       |                          |                   |                   |                   |                   |                   |                   |                   |     |                            |                            |                            |                            |                            |                            |                            | Chola (Índia, Sri Lanka, Maldives, Malàisia, Singapur i Indonèsia) |                            |                            |                            |                            |                            |                            |                            |
| 3300                                          | 1700            | 1500                             | 1450             | 1376         | 1350             | 1300                | 1250                  | 1200                     | 1100              | 1000              | 700               | 600               | 580               | 544               | 543               | 535 | 500                        | s IV                       | 350                        | 323                        | 322                        | 320                        | 318                        | 300                                                                | 285                        | 266                        | 195                        | 500 d.C.                   | 1279                       | 1435                       | 1550                       |

### Àsia Occidental

#### Entre els anys 4500 i 1776 a.C.
| 4500         | 3500                        | 3000             | 2900            | 2700                                                             | 2500                                                             | 2600                                                             | 2400                                                             | 2350                                                             | 2334                                                             | 2300                                                             | 2290                                                             | 2250                                                             | 2200                                                             | 2193                                                             | 2180                                                             | 2089                                                             | s XXI                                                            | s XXI                                                            | 2000                                                                         | 1975                                                               | 1900                                                             | 1900                                 | 1894                                 | 1830                                 | 1810                                 | 1809                                 | 1800                                 | 1776                                 |
| ------------ | --------------------------- | ---------------- | --------------- | ---------------------------------------------------------------- | ---------------------------------------------------------------- | ---------------------------------------------------------------- | ---------------------------------------------------------------- | ---------------------------------------------------------------- | ---------------------------------------------------------------- | ---------------------------------------------------------------- | ---------------------------------------------------------------- | ---------------------------------------------------------------- | ---------------------------------------------------------------- | ---------------------------------------------------------------- | ---------------------------------------------------------------- | ---------------------------------------------------------------- | ---------------------------------------------------------------- | ---------------------------------------------------------------- | ---------------------------------------------------------------------------- | ------------------------------------------------------------------ | ---------------------------------------------------------------- | ------------------------------------ | ------------------------------------ | ------------------------------------ | ------------------------------------ | ------------------------------------ | ------------------------------------ | ------------------------------------ |
| Sumer (Iraq) |                             |                  |                 |                                                                  |                                                                  |                                                                  |                                                                  |                                                                  |                                                                  |                                                                  |                                                                  |                                                                  |                                                                  |                                                                  |                                                                  |                                                                  |                                                                  |                                                                  |                                                                              |                                                                    |                                                                  |                                      |                                      |                                      |                                      |                                      |                                      |                                      |
|              | Canaan (Israel i Palestina) |                  |                 |                                                                  |                                                                  |                                                                  |                                                                  |                                                                  |                                                                  |                                                                  |                                                                  |                                                                  |                                                                  |                                                                  |                                                                  |                                                                  |                                                                  |                                                                  |                                                                              |                                                                    |                                                                  |                                      |                                      |                                      |                                      |                                      |                                      |                                      |
|              | Ebla (Síria)                |                  |                 |                                                                  |                                                                  |                                                                  |                                                                  |                                                                  |                                                                  |                                                                  |                                                                  |                                                                  |                                                                  |                                                                  |                                                                  |                                                                  |                                                                  |                                                                  |                                                                              |                                                                    |                                                                  |                                      |                                      |                                      |                                      |                                      |                                      |                                      |
|              |                             | Tròade (Turquia) |                 |                                                                  |                                                                  |                                                                  |                                                                  |                                                                  |                                                                  |                                                                  |                                                                  |                                                                  |                                                                  |                                                                  |                                                                  |                                                                  |                                                                  |                                                                  |                                                                              |                                                                    |                                                                  |                                      |                                      |                                      |                                      |                                      |                                      |                                      |
|              |                             | Ishuwa (Turquia) |                 |                                                                  |                                                                  |                                                                  |                                                                  |                                                                  |                                                                  |                                                                  |                                                                  |                                                                  |                                                                  |                                                                  |                                                                  |                                                                  |                                                                  |                                                                  |                                                                              |                                                                    |                                                                  |                                      |                                      |                                      |                                      |                                      |                                      |                                      |
|              |                             |                  | Mari (Síria)    |                                                                  |                                                                  |                                                                  |                                                                  |                                                                  |                                                                  |                                                                  |                                                                  |                                                                  |                                                                  |                                                                  |                                                                  |                                                                  |                                                                  |                                                                  |                                                                              |                                                                    |                                                                  |                                      |                                      |                                      |                                      |                                      |                                      |                                      |
|              |                             |                  | Warakshe (Iran) |                                                                  |                                                                  |                                                                  |                                                                  |                                                                  |                                                                  |                                                                  |                                                                  |                                                                  |                                                                  |                                                                  |                                                                  |                                                                  |                                                                  |                                                                  |                                                                              |                                                                    |                                                                  |                                      |                                      |                                      |                                      |                                      |                                      |                                      |
|              |                             |                  |                 | Elam (Iran)                                                      |                                                                  |                                                                  |                                                                  |                                                                  |                                                                  |                                                                  |                                                                  |                                                                  |                                                                  |                                                                  |                                                                  |                                                                  |                                                                  |                                                                  |                                                                              |                                                                    |                                                                  |                                      |                                      |                                      |                                      |                                      |                                      |                                      |
|              |                             |                  |                 | Aratta (Iran)                                                    | Aratta (Iran)                                                    | Aratta (Iran)                                                    | Aratta (Iran)                                                    | Aratta (Iran)                                                    | Imperi Acadi (Iran, Iraq, Síria, Líban)                          | Imperi Acadi (Iran, Iraq, Síria, Líban)                          | Imperi Acadi (Iran, Iraq, Síria, Líban)                          | Imperi Acadi (Iran, Iraq, Síria, Líban)                          | Imperi Acadi (Iran, Iraq, Síria, Líban)                          | Imperi Acadi (Iran, Iraq, Síria, Líban)                          | els Gutis (Iran, Iraq, Síria i Líban)                            | els Gutis (Iran, Iraq, Síria i Líban)                            | els Gutis (Iran, Iraq, Síria i Líban)                            | els Amorrites (Iran, Iraq, Síria)                                | els Amorrites (Iran, Iraq, Síria)                                            | els Amorrites (Iran, Iraq, Síria)                                  | els Amorrites (Iran, Iraq, Síria)                                | els Amorrites (Iran, Iraq, Síria)    | els Amorrites (Iran, Iraq, Síria)    | els Amorrites (Iran, Iraq, Síria)    | els Amorrites (Iran, Iraq, Síria)    | els Amorrites (Iran, Iraq, Síria)    | els Amorrites (Iran, Iraq, Síria)    | els Amorrites (Iran, Iraq, Síria)    |
|              |                             |                  |                 | Aratta (Iran)                                                    | Aratta (Iran)                                                    | Aratta (Iran)                                                    | Aratta (Iran)                                                    | Aratta (Iran)                                                    | Imperi Acadi (Iran, Iraq, Síria, Líban)                          | Imperi Acadi (Iran, Iraq, Síria, Líban)                          | Imperi Acadi (Iran, Iraq, Síria, Líban)                          | Imperi Acadi (Iran, Iraq, Síria, Líban)                          | Imperi Acadi (Iran, Iraq, Síria, Líban)                          | Imperi Acadi (Iran, Iraq, Síria, Líban)                          | els Gutis (Iran, Iraq, Síria i Líban)                            | els Gutis (Iran, Iraq, Síria i Líban)                            | els Gutis (Iran, Iraq, Síria i Líban)                            | Eixnuna (Iraq)                                                   |                                                                              |                                                                    |                                                                  |                                      |                                      |                                      |                                      |                                      |                                      |                                      |
|              |                             |                  |                 | Hatti (Turquia, Síria, Lïban, Israel, Palestina, Lïban i Egipte) | Hatti (Turquia, Síria, Lïban, Israel, Palestina, Lïban i Egipte) | Hatti (Turquia, Síria, Lïban, Israel, Palestina, Lïban i Egipte) | Hatti (Turquia, Síria, Lïban, Israel, Palestina, Lïban i Egipte) | Hatti (Turquia, Síria, Lïban, Israel, Palestina, Lïban i Egipte) | Hatti (Turquia, Síria, Lïban, Israel, Palestina, Lïban i Egipte) | Hatti (Turquia, Síria, Lïban, Israel, Palestina, Lïban i Egipte) | Hatti (Turquia, Síria, Lïban, Israel, Palestina, Lïban i Egipte) | Hatti (Turquia, Síria, Lïban, Israel, Palestina, Lïban i Egipte) | Hatti (Turquia, Síria, Lïban, Israel, Palestina, Lïban i Egipte) | Hatti (Turquia, Síria, Lïban, Israel, Palestina, Lïban i Egipte) | Hatti (Turquia, Síria, Lïban, Israel, Palestina, Lïban i Egipte) | Hatti (Turquia, Síria, Lïban, Israel, Palestina, Lïban i Egipte) | Hatti (Turquia, Síria, Lïban, Israel, Palestina, Lïban i Egipte) | Hatti (Turquia, Síria, Lïban, Israel, Palestina, Lïban i Egipte) | Hatti (Turquia, Síria, Lïban, Israel, Palestina, Lïban i Egipte)             | Hatti (Turquia, Síria, Lïban, Israel, Palestina, Lïban i Egipte)   | Hatti (Turquia, Síria, Lïban, Israel, Palestina, Lïban i Egipte) | els Hitites (Turquia, Síria i Líban) | els Hitites (Turquia, Síria i Líban) | els Hitites (Turquia, Síria i Líban) | els Hitites (Turquia, Síria i Líban) | els Hitites (Turquia, Síria i Líban) | els Hitites (Turquia, Síria i Líban) | els Hitites (Turquia, Síria i Líban) |
|              |                             |                  |                 | Civilització Minoica (Grècia)                                    |                                                                  |                                                                  |                                                                  |                                                                  |                                                                  |                                                                  |                                                                  |                                                                  |                                                                  |                                                                  |                                                                  |                                                                  |                                                                  |                                                                  |                                                                              |                                                                    |                                                                  |                                      |                                      |                                      |                                      |                                      |                                      |                                      |
|              |                             |                  |                 |                                                                  | Ugarit (Síria)                                                   |                                                                  |                                                                  |                                                                  |                                                                  |                                                                  |                                                                  |                                                                  |                                                                  |                                                                  |                                                                  |                                                                  |                                                                  |                                                                  |                                                                              |                                                                    |                                                                  |                                      |                                      |                                      |                                      |                                      |                                      |                                      |
|              |                             |                  |                 |                                                                  |                                                                  | Dilmun (Kuwait, Aràbia Saudi i Bahrein)                          |                                                                  |                                                                  |                                                                  |                                                                  |                                                                  |                                                                  |                                                                  |                                                                  |                                                                  |                                                                  |                                                                  |                                                                  |                                                                              |                                                                    |                                                                  |                                      |                                      |                                      |                                      |                                      |                                      |                                      |
|              |                             |                  |                 |                                                                  |                                                                  |                                                                  | Lullubi (Iraq)                                                   |                                                                  |                                                                  |                                                                  |                                                                  |                                                                  |                                                                  |                                                                  |                                                                  |                                                                  |                                                                  |                                                                  |                                                                              |                                                                    |                                                                  |                                      |                                      |                                      |                                      |                                      |                                      |                                      |
|              |                             |                  |                 |                                                                  |                                                                  |                                                                  |                                                                  | Ganhar (¿?)                                                      |                                                                  |                                                                  |                                                                  |                                                                  |                                                                  |                                                                  |                                                                  |                                                                  |                                                                  |                                                                  |                                                                              |                                                                    |                                                                  |                                      |                                      |                                      |                                      |                                      |                                      |                                      |
|              |                             |                  |                 |                                                                  |                                                                  |                                                                  |                                                                  | Namar (Iran)                                                     |                                                                  |                                                                  |                                                                  |                                                                  |                                                                  |                                                                  |                                                                  |                                                                  |                                                                  |                                                                  |                                                                              |                                                                    |                                                                  |                                      |                                      |                                      |                                      |                                      |                                      |                                      |
|              |                             |                  |                 |                                                                  |                                                                  |                                                                  |                                                                  |                                                                  |                                                                  | els Arameus (Iraq, Palestina i Síria)                            |                                                                  |                                                                  |                                                                  |                                                                  |                                                                  |                                                                  |                                                                  |                                                                  |                                                                              |                                                                    |                                                                  |                                      |                                      |                                      |                                      |                                      |                                      |                                      |
|              |                             |                  |                 |                                                                  |                                                                  |                                                                  |                                                                  |                                                                  |                                                                  | Arzawa (Turquia)                                                 |                                                                  |                                                                  |                                                                  |                                                                  |                                                                  |                                                                  |                                                                  |                                                                  |                                                                              |                                                                    |                                                                  |                                      |                                      |                                      |                                      |                                      |                                      |                                      |
|              |                             |                  |                 |                                                                  |                                                                  |                                                                  |                                                                  |                                                                  |                                                                  | Luvi (Turquia)                                                   |                                                                  |                                                                  |                                                                  |                                                                  |                                                                  |                                                                  |                                                                  |                                                                  |                                                                              |                                                                    |                                                                  |                                      |                                      |                                      |                                      |                                      |                                      |                                      |
|              |                             |                  |                 |                                                                  |                                                                  |                                                                  |                                                                  |                                                                  |                                                                  |                                                                  | Armi (Síria)                                                     |                                                                  |                                                                  |                                                                  |                                                                  |                                                                  |                                                                  |                                                                  |                                                                              |                                                                    |                                                                  |                                      |                                      |                                      |                                      |                                      |                                      |                                      |
|              |                             |                  |                 |                                                                  |                                                                  |                                                                  |                                                                  |                                                                  |                                                                  |                                                                  |                                                                  | Urkesh (Síria)                                                   |                                                                  |                                                                  |                                                                  |                                                                  |                                                                  |                                                                  |                                                                              |                                                                    |                                                                  |                                      |                                      |                                      |                                      |                                      |                                      |                                      |
|              |                             |                  |                 |                                                                  |                                                                  |                                                                  |                                                                  |                                                                  |                                                                  |                                                                  |                                                                  |                                                                  | Magan (Oman)                                                     |                                                                  |                                                                  |                                                                  |                                                                  |                                                                  |                                                                              |                                                                    |                                                                  |                                      |                                      |                                      |                                      |                                      |                                      |                                      |
|              |                             |                  |                 |                                                                  |                                                                  |                                                                  |                                                                  |                                                                  |                                                                  |                                                                  |                                                                  |                                                                  |                                                                  |                                                                  |                                                                  |                                                                  |                                                                  | Cassites (Iran i Iraq)                                           |                                                                              |                                                                    |                                                                  |                                      |                                      |                                      |                                      |                                      |                                      |                                      |
|              |                             |                  |                 |                                                                  |                                                                  |                                                                  |                                                                  |                                                                  |                                                                  |                                                                  |                                                                  |                                                                  |                                                                  |                                                                  |                                                                  |                                                                  |                                                                  | Zabshali (Iran)                                                  |                                                                              |                                                                    |                                                                  |                                      |                                      |                                      |                                      |                                      |                                      |                                      |
|              |                             |                  |                 |                                                                  |                                                                  |                                                                  |                                                                  |                                                                  |                                                                  |                                                                  |                                                                  |                                                                  |                                                                  |                                                                  |                                                                  |                                                                  |                                                                  |                                                                  | Pobles de la mar (Grècia, Egipte, Xipre, Síria, Palestina, Itàlia i Espanya) |                                                                    |                                                                  |                                      |                                      |                                      |                                      |                                      |                                      |                                      |
|              |                             |                  |                 |                                                                  |                                                                  |                                                                  |                                                                  |                                                                  |                                                                  |                                                                  |                                                                  |                                                                  |                                                                  |                                                                  |                                                                  |                                                                  |                                                                  |                                                                  | Wilusa (Turquia)                                                             |                                                                    |                                                                  |                                      |                                      |                                      |                                      |                                      |                                      |                                      |
|              |                             |                  |                 |                                                                  |                                                                  |                                                                  |                                                                  |                                                                  |                                                                  |                                                                  |                                                                  |                                                                  |                                                                  |                                                                  |                                                                  |                                                                  |                                                                  |                                                                  | Lukka (Turquia)                                                              |                                                                    |                                                                  |                                      |                                      |                                      |                                      |                                      |                                      |                                      |
|              |                             |                  |                 |                                                                  |                                                                  |                                                                  |                                                                  |                                                                  |                                                                  |                                                                  |                                                                  |                                                                  |                                                                  |                                                                  |                                                                  |                                                                  |                                                                  |                                                                  | Buruixkhanda (Turquia)                                                       |                                                                    |                                                                  |                                      |                                      |                                      |                                      |                                      |                                      |                                      |
|              |                             |                  |                 |                                                                  |                                                                  |                                                                  |                                                                  |                                                                  |                                                                  |                                                                  |                                                                  |                                                                  |                                                                  |                                                                  |                                                                  |                                                                  |                                                                  |                                                                  |                                                                              | Assíria (Síria, Egipte, Iraq, Aràbia Saudí, Turquia, Iran i Líban) |                                                                  |                                      |                                      |                                      |                                      |                                      |                                      |                                      |
|              |                             |                  |                 |                                                                  |                                                                  |                                                                  |                                                                  |                                                                  |                                                                  |                                                                  |                                                                  |                                                                  |                                                                  |                                                                  |                                                                  |                                                                  |                                                                  |                                                                  |                                                                              |                                                                    |                                                                  | Kussara (Turquia)                    |                                      |                                      |                                      |                                      |                                      |                                      |
|              |                             |                  |                 |                                                                  |                                                                  |                                                                  |                                                                  |                                                                  |                                                                  |                                                                  |                                                                  |                                                                  |                                                                  |                                                                  |                                                                  |                                                                  |                                                                  |                                                                  |                                                                              |                                                                    |                                                                  |                                      | Babilònia (Iraq)                     |                                      |                                      |                                      |                                      |                                      |
|              |                             |                  |                 |                                                                  |                                                                  |                                                                  |                                                                  |                                                                  |                                                                  |                                                                  |                                                                  |                                                                  |                                                                  |                                                                  |                                                                  |                                                                  |                                                                  |                                                                  |                                                                              |                                                                    |                                                                  |                                      |                                      | Zalpa (Turquia)                      |                                      |                                      |                                      |                                      |
|              |                             |                  |                 |                                                                  |                                                                  |                                                                  |                                                                  |                                                                  |                                                                  |                                                                  |                                                                  |                                                                  |                                                                  |                                                                  |                                                                  |                                                                  |                                                                  |                                                                  |                                                                              |                                                                    |                                                                  |                                      |                                      |                                      | Yamkhad (Turquia i Síria)            |                                      |                                      |                                      |
|              |                             |                  |                 |                                                                  |                                                                  |                                                                  |                                                                  |                                                                  |                                                                  |                                                                  |                                                                  |                                                                  |                                                                  |                                                                  |                                                                  |                                                                  |                                                                  |                                                                  |                                                                              |                                                                    |                                                                  |                                      |                                      |                                      |                                      | Al-Jazira (Turquia, Síria i Iraq)    |                                      |                                      |
|              |                             |                  |                 |                                                                  |                                                                  |                                                                  |                                                                  |                                                                  |                                                                  |                                                                  |                                                                  |                                                                  |                                                                  |                                                                  |                                                                  |                                                                  |                                                                  |                                                                  |                                                                              |                                                                    |                                                                  |                                      |                                      |                                      |                                      |                                      | Fenícia (Líban i Síria)              |                                      |
|              |                             |                  |                 |                                                                  |                                                                  |                                                                  |                                                                  |                                                                  |                                                                  |                                                                  |                                                                  |                                                                  |                                                                  |                                                                  |                                                                  |                                                                  |                                                                  |                                                                  |                                                                              |                                                                    |                                                                  |                                      |                                      |                                      |                                      |                                      | Biblos (Líban)                       |                                      |
|              |                             |                  |                 |                                                                  |                                                                  |                                                                  |                                                                  |                                                                  |                                                                  |                                                                  |                                                                  |                                                                  |                                                                  |                                                                  |                                                                  |                                                                  |                                                                  |                                                                  |                                                                              |                                                                    |                                                                  |                                      |                                      |                                      |                                      |                                      | Hicsos (Egipte)                      |                                      |
| 4500         | 3500                        | 3000             | 2900            | 2700                                                             | 2500                                                             | 2600                                                             | 2400                                                             | 2350                                                             | 2334                                                             | 2300                                                             | 2290                                                             | 2250                                                             | 2200                                                             | 2193                                                             | 2180                                                             | 2089                                                             | s XXI                                                            | s XXI                                                            | 2000                                                                         | 1975                                                               | 1900                                                             | 1900                                 | 1894                                 | 1830                                 | 1810                                 | 1809                                 | 1800                                 | 1776                                 |

#### Entre els anys 1776 i 1194 a.C.
| 1776                                                                         | 1759                                 | 1750                                 | 1690                                 | 1670                                 | 1650                                 | 1600                                 | 1595                              | 1527                                                        | 1525                                                        | 1500                                                        | 1480                                                        | 1450                                                        | 1430                                                        | 1420                                                        | 1400                                                        | 1350                                                        | 1330                                                        | 1320                                                        | 1300                                                        | 1300                                                        | 1290                                                        | 1250                                                        | 1250                                                        | 1220                                                        | 1210                                                        | 1200                                                        | 1200                                                        | 1194                                                        |
| Canaan (Israel i Palestina)                                                  | Canaan (Israel i Palestina)          | Canaan (Israel i Palestina)          | Canaan (Israel i Palestina)          | Canaan (Israel i Palestina)          | Canaan (Israel i Palestina)          | Canaan (Israel i Palestina)          | Canaan (Israel i Palestina)       | Canaan (Israel i Palestina)                                 | Canaan (Israel i Palestina)                                 | Canaan (Israel i Palestina)                                 | Canaan (Israel i Palestina)                                 | Canaan (Israel i Palestina)                                 | Canaan (Israel i Palestina)                                 | Canaan (Israel i Palestina)                                 | Canaan (Israel i Palestina)                                 | Canaan (Israel i Palestina)                                 | Canaan (Israel i Palestina)                                 | Canaan (Israel i Palestina)                                 | Canaan (Israel i Palestina)                                 | Canaan (Israel i Palestina)                                 | Canaan (Israel i Palestina)                                 | Canaan (Israel i Palestina)                                 | Canaan (Israel i Palestina)                                 | Canaan (Israel i Palestina)                                 | Canaan (Israel i Palestina)                                 | Canaan (Israel i Palestina)                                 | Canaan (Israel i Palestina)                                 | Canaan (Israel i Palestina)                                 |
| Ebla (Síria)                                                                 | Ebla (Síria)                         | Ebla (Síria)                         | Ebla (Síria)                         | Ebla (Síria)                         | Ebla (Síria)                         | Ebla (Síria)                         | IH                                | Imperi Hitita (Síria, Iran, Iraq, Turquia, Lïban, i Egipte) | Imperi Hitita (Síria, Iran, Iraq, Turquia, Lïban, i Egipte) | Imperi Hitita (Síria, Iran, Iraq, Turquia, Lïban, i Egipte) | Imperi Hitita (Síria, Iran, Iraq, Turquia, Lïban, i Egipte) | Imperi Hitita (Síria, Iran, Iraq, Turquia, Lïban, i Egipte) | Imperi Hitita (Síria, Iran, Iraq, Turquia, Lïban, i Egipte) | Imperi Hitita (Síria, Iran, Iraq, Turquia, Lïban, i Egipte) | Imperi Hitita (Síria, Iran, Iraq, Turquia, Lïban, i Egipte) | Imperi Hitita (Síria, Iran, Iraq, Turquia, Lïban, i Egipte) | Imperi Hitita (Síria, Iran, Iraq, Turquia, Lïban, i Egipte) | Imperi Hitita (Síria, Iran, Iraq, Turquia, Lïban, i Egipte) | Imperi Hitita (Síria, Iran, Iraq, Turquia, Lïban, i Egipte) | Imperi Hitita (Síria, Iran, Iraq, Turquia, Lïban, i Egipte) | Imperi Hitita (Síria, Iran, Iraq, Turquia, Lïban, i Egipte) | Imperi Hitita (Síria, Iran, Iraq, Turquia, Lïban, i Egipte) | Imperi Hitita (Síria, Iran, Iraq, Turquia, Lïban, i Egipte) | Imperi Hitita (Síria, Iran, Iraq, Turquia, Lïban, i Egipte) | Imperi Hitita (Síria, Iran, Iraq, Turquia, Lïban, i Egipte) | Imperi Hitita (Síria, Iran, Iraq, Turquia, Lïban, i Egipte) | Imperi Hitita (Síria, Iran, Iraq, Turquia, Lïban, i Egipte) | Imperi Hitita (Síria, Iran, Iraq, Turquia, Lïban, i Egipte) |
| els Amorrites (Iran, Iraq, Síria)                                            | els Amorrites (Iran, Iraq, Síria)    | els Amorrites (Iran, Iraq, Síria)    | els Amorrites (Iran, Iraq, Síria)    | els Amorrites (Iran, Iraq, Síria)    | els Amorrites (Iran, Iraq, Síria)    | els Amorrites (Iran, Iraq, Síria)    | els Amorrites (Iran, Iraq, Síria) | Imperi Hitita (Síria, Iran, Iraq, Turquia, Lïban, i Egipte) | Imperi Hitita (Síria, Iran, Iraq, Turquia, Lïban, i Egipte) | Imperi Hitita (Síria, Iran, Iraq, Turquia, Lïban, i Egipte) | Imperi Hitita (Síria, Iran, Iraq, Turquia, Lïban, i Egipte) | Imperi Hitita (Síria, Iran, Iraq, Turquia, Lïban, i Egipte) | Imperi Hitita (Síria, Iran, Iraq, Turquia, Lïban, i Egipte) | Imperi Hitita (Síria, Iran, Iraq, Turquia, Lïban, i Egipte) | Imperi Hitita (Síria, Iran, Iraq, Turquia, Lïban, i Egipte) | Imperi Hitita (Síria, Iran, Iraq, Turquia, Lïban, i Egipte) | Imperi Hitita (Síria, Iran, Iraq, Turquia, Lïban, i Egipte) | Imperi Hitita (Síria, Iran, Iraq, Turquia, Lïban, i Egipte) | Imperi Hitita (Síria, Iran, Iraq, Turquia, Lïban, i Egipte) | Imperi Hitita (Síria, Iran, Iraq, Turquia, Lïban, i Egipte) | Imperi Hitita (Síria, Iran, Iraq, Turquia, Lïban, i Egipte) | Imperi Hitita (Síria, Iran, Iraq, Turquia, Lïban, i Egipte) | Imperi Hitita (Síria, Iran, Iraq, Turquia, Lïban, i Egipte) | Imperi Hitita (Síria, Iran, Iraq, Turquia, Lïban, i Egipte) | Imperi Hitita (Síria, Iran, Iraq, Turquia, Lïban, i Egipte) | Imperi Hitita (Síria, Iran, Iraq, Turquia, Lïban, i Egipte) | Imperi Hitita (Síria, Iran, Iraq, Turquia, Lïban, i Egipte) | Imperi Hitita (Síria, Iran, Iraq, Turquia, Lïban, i Egipte) |
| els Hitites (Turquia, Síria i Líban)                                         | els Hitites (Turquia, Síria i Líban) | els Hitites (Turquia, Síria i Líban) | els Hitites (Turquia, Síria i Líban) | els Hitites (Turquia, Síria i Líban) | els Hitites (Turquia, Síria i Líban) | els Hitites (Turquia, Síria i Líban) | IH                                | Imperi Hitita (Síria, Iran, Iraq, Turquia, Lïban, i Egipte) | Imperi Hitita (Síria, Iran, Iraq, Turquia, Lïban, i Egipte) | Imperi Hitita (Síria, Iran, Iraq, Turquia, Lïban, i Egipte) | Imperi Hitita (Síria, Iran, Iraq, Turquia, Lïban, i Egipte) | Imperi Hitita (Síria, Iran, Iraq, Turquia, Lïban, i Egipte) | Imperi Hitita (Síria, Iran, Iraq, Turquia, Lïban, i Egipte) | Imperi Hitita (Síria, Iran, Iraq, Turquia, Lïban, i Egipte) | Imperi Hitita (Síria, Iran, Iraq, Turquia, Lïban, i Egipte) | Imperi Hitita (Síria, Iran, Iraq, Turquia, Lïban, i Egipte) | Imperi Hitita (Síria, Iran, Iraq, Turquia, Lïban, i Egipte) | Imperi Hitita (Síria, Iran, Iraq, Turquia, Lïban, i Egipte) | Imperi Hitita (Síria, Iran, Iraq, Turquia, Lïban, i Egipte) | Imperi Hitita (Síria, Iran, Iraq, Turquia, Lïban, i Egipte) | Imperi Hitita (Síria, Iran, Iraq, Turquia, Lïban, i Egipte) | Imperi Hitita (Síria, Iran, Iraq, Turquia, Lïban, i Egipte) | Imperi Hitita (Síria, Iran, Iraq, Turquia, Lïban, i Egipte) | Imperi Hitita (Síria, Iran, Iraq, Turquia, Lïban, i Egipte) | Imperi Hitita (Síria, Iran, Iraq, Turquia, Lïban, i Egipte) | Imperi Hitita (Síria, Iran, Iraq, Turquia, Lïban, i Egipte) | Imperi Hitita (Síria, Iran, Iraq, Turquia, Lïban, i Egipte) | Imperi Hitita (Síria, Iran, Iraq, Turquia, Lïban, i Egipte) |
| Tròade (Turquia)                                                             | Tròade (Turquia)                     | Tròade (Turquia)                     | Tròade (Turquia)                     | Tròade (Turquia)                     | Tròade (Turquia)                     | Tròade (Turquia)                     | Tròade (Turquia)                  | Tròade (Turquia)                                            | Tròade (Turquia)                                            | Tròade (Turquia)                                            | Tròade (Turquia)                                            | Tròade (Turquia)                                            | Tròade (Turquia)                                            | Tròade (Turquia)                                            | Tròade (Turquia)                                            | Tròade (Turquia)                                            | Tròade (Turquia)                                            | Tròade (Turquia)                                            | Tròade (Turquia)                                            | Tròade (Turquia)                                            | Tròade (Turquia)                                            | Tròade (Turquia)                                            | Tròade (Turquia)                                            | Tròade (Turquia)                                            | Tròade (Turquia)                                            | Tròade (Turquia)                                            | Tròade (Turquia)                                            | Tròade (Turquia)                                            |
| Ishuwa (Turquia)                                                             | Ishuwa (Turquia)                     | Ishuwa (Turquia)                     | Ishuwa (Turquia)                     | Ishuwa (Turquia)                     | Ishuwa (Turquia)                     | Ishuwa (Turquia)                     | Ishuwa (Turquia)                  | Ishuwa (Turquia)                                            | Ishuwa (Turquia)                                            | Ishuwa (Turquia)                                            | Ishuwa (Turquia)                                            | Ishuwa (Turquia)                                            | Ishuwa (Turquia)                                            | Ishuwa (Turquia)                                            | Ishuwa (Turquia)                                            | Ishuwa (Turquia)                                            | Ishuwa (Turquia)                                            | Ishuwa (Turquia)                                            | Ishuwa (Turquia)                                            | Ishuwa (Turquia)                                            | Ishuwa (Turquia)                                            | Ishuwa (Turquia)                                            | Ishuwa (Turquia)                                            | Ishuwa (Turquia)                                            | Ishuwa (Turquia)                                            | Ishuwa (Turquia)                                            | Ishuwa (Turquia)                                            | Ishuwa (Turquia)                                            |
| ---------------------------------------------------------------------------- | ------------------------------------ | ------------------------------------ | ------------------------------------ | ------------------------------------ | ------------------------------------ | ------------------------------------ | --------------------------------- | ----------------------------------------------------------- | ----------------------------------------------------------- | ----------------------------------------------------------- | ----------------------------------------------------------- | ----------------------------------------------------------- | ----------------------------------------------------------- | ----------------------------------------------------------- | ----------------------------------------------------------- | ----------------------------------------------------------- | ----------------------------------------------------------- | ----------------------------------------------------------- | ----------------------------------------------------------- | ----------------------------------------------------------- | ----------------------------------------------------------- | ----------------------------------------------------------- | ----------------------------------------------------------- | ----------------------------------------------------------- | ----------------------------------------------------------- | ----------------------------------------------------------- | ----------------------------------------------------------- | ----------------------------------------------------------- |
| Mari (Síria)                                                                 |                                      |                                      |                                      |                                      |                                      |                                      |                                   |                                                             |                                                             |                                                             |                                                             |                                                             |                                                             |                                                             |                                                             |                                                             |                                                             |                                                             |                                                             |                                                             |                                                             |                                                             |                                                             |                                                             |                                                             |                                                             |                                                             |                                                             |
| Elam (Iran)                                                                  |                                      |                                      |                                      |                                      |                                      |                                      |                                   |                                                             |                                                             |                                                             |                                                             |                                                             |                                                             |                                                             |                                                             |                                                             |                                                             |                                                             |                                                             |                                                             |                                                             |                                                             |                                                             |                                                             |                                                             |                                                             |                                                             |                                                             |
| Eixnuna (Iraq)                                                               |                                      |                                      |                                      |                                      |                                      |                                      |                                   |                                                             |                                                             |                                                             |                                                             |                                                             |                                                             |                                                             |                                                             |                                                             |                                                             |                                                             |                                                             |                                                             |                                                             |                                                             |                                                             |                                                             |                                                             |                                                             |                                                             |                                                             |
| Civilització Minoica (Grècia)                                                |                                      |                                      |                                      |                                      |                                      |                                      |                                   |                                                             |                                                             |                                                             |                                                             |                                                             |                                                             |                                                             |                                                             |                                                             |                                                             |                                                             |                                                             |                                                             |                                                             |                                                             |                                                             |                                                             |                                                             |                                                             |                                                             |                                                             |
| Ugarit (Síria)                                                               |                                      |                                      |                                      |                                      |                                      |                                      |                                   |                                                             |                                                             |                                                             |                                                             |                                                             |                                                             |                                                             |                                                             |                                                             |                                                             |                                                             |                                                             |                                                             |                                                             |                                                             |                                                             |                                                             |                                                             |                                                             |                                                             |                                                             |
| Dilmun (Kuwait, Aràbia Saudi i Bahrein)                                      |                                      |                                      |                                      |                                      |                                      |                                      |                                   |                                                             |                                                             |                                                             |                                                             |                                                             |                                                             |                                                             |                                                             |                                                             |                                                             |                                                             |                                                             |                                                             |                                                             |                                                             |                                                             |                                                             |                                                             |                                                             |                                                             |                                                             |
| Lullubi (Iraq)                                                               |                                      |                                      |                                      |                                      |                                      |                                      |                                   |                                                             |                                                             |                                                             |                                                             |                                                             |                                                             |                                                             |                                                             |                                                             |                                                             |                                                             |                                                             |                                                             |                                                             |                                                             |                                                             |                                                             |                                                             |                                                             |                                                             |                                                             |
| Namar (Iran)                                                                 |                                      |                                      |                                      |                                      |                                      |                                      |                                   |                                                             |                                                             |                                                             |                                                             |                                                             |                                                             |                                                             |                                                             |                                                             |                                                             |                                                             |                                                             |                                                             |                                                             |                                                             |                                                             |                                                             |                                                             |                                                             |                                                             |                                                             |
| els Arameus (Iraq, Palestina i Síria)                                        |                                      |                                      |                                      |                                      |                                      |                                      |                                   |                                                             |                                                             |                                                             |                                                             |                                                             |                                                             |                                                             |                                                             |                                                             |                                                             |                                                             |                                                             |                                                             |                                                             |                                                             |                                                             |                                                             |                                                             |                                                             |                                                             |                                                             |
| Arzawa (Turquia)                                                             | Arzawa (Turquia)                     | Arzawa (Turquia)                     | Arzawa (Turquia)                     | Arzawa (Turquia)                     | Arzawa (Turquia)                     | Arzawa (Turquia)                     | Arzawa (Turquia)                  | Arzawa (Turquia)                                            | Arzawa (Turquia)                                            | Arzawa (Turquia)                                            | Arzawa (Turquia)                                            | Arzawa (Turquia)                                            | Arzawa (Turquia)                                            | Arzawa (Turquia)                                            | Arzawa (Turquia)                                            | Arzawa (Turquia)                                            | Arzawa (Turquia)                                            | Arzawa (Turquia)                                            | Arzawa (Turquia)                                            | Arzawa (Turquia)                                            | Arzawa (Turquia)                                            | Arzawa (Turquia)                                            | Arzawa (Turquia)                                            | Arzawa (Turquia)                                            | Arzawa (Turquia)                                            | Arzawa (Turquia)                                            | Lídia (Turquia)                                             | Lídia (Turquia)                                             |
| Luvi (Turquia)                                                               |                                      |                                      |                                      |                                      |                                      |                                      |                                   |                                                             |                                                             |                                                             |                                                             |                                                             |                                                             |                                                             |                                                             |                                                             |                                                             |                                                             |                                                             |                                                             |                                                             |                                                             |                                                             |                                                             |                                                             |                                                             |                                                             |                                                             |
| Armi (Síria)                                                                 |                                      |                                      |                                      |                                      |                                      |                                      |                                   |                                                             |                                                             |                                                             |                                                             |                                                             |                                                             |                                                             |                                                             |                                                             |                                                             |                                                             |                                                             |                                                             |                                                             |                                                             |                                                             |                                                             |                                                             |                                                             |                                                             |                                                             |
| Urkesh (Síria)                                                               |                                      |                                      |                                      |                                      |                                      |                                      |                                   |                                                             |                                                             |                                                             |                                                             |                                                             |                                                             |                                                             |                                                             |                                                             |                                                             |                                                             |                                                             |                                                             |                                                             |                                                             |                                                             |                                                             |                                                             |                                                             |                                                             |                                                             |
| Magan (Oman)                                                                 |                                      |                                      |                                      |                                      |                                      |                                      |                                   |                                                             |                                                             |                                                             |                                                             |                                                             |                                                             |                                                             |                                                             |                                                             |                                                             |                                                             |                                                             |                                                             |                                                             |                                                             |                                                             |                                                             |                                                             |                                                             |                                                             |                                                             |
| Cassites (Iran i Iraq)                                                       |                                      |                                      |                                      |                                      |                                      |                                      |                                   |                                                             |                                                             |                                                             |                                                             |                                                             |                                                             |                                                             |                                                             |                                                             |                                                             |                                                             |                                                             |                                                             |                                                             |                                                             |                                                             |                                                             |                                                             |                                                             |                                                             |                                                             |
| Pobles de la mar (Grècia, Egipte, Xipre, Síria, Palestina, Itàlia i Espanya) |                                      |                                      |                                      |                                      |                                      |                                      |                                   |                                                             |                                                             |                                                             |                                                             |                                                             |                                                             |                                                             |                                                             |                                                             |                                                             |                                                             |                                                             |                                                             |                                                             |                                                             |                                                             |                                                             |                                                             |                                                             |                                                             |                                                             |
| Wilusa (Turquia)                                                             |                                      |                                      |                                      |                                      |                                      |                                      |                                   |                                                             |                                                             |                                                             |                                                             |                                                             |                                                             |                                                             |                                                             |                                                             |                                                             |                                                             |                                                             |                                                             |                                                             |                                                             |                                                             |                                                             |                                                             |                                                             |                                                             |                                                             |
| Lukka (Turquia)                                                              |                                      |                                      |                                      |                                      |                                      |                                      |                                   |                                                             |                                                             |                                                             |                                                             |                                                             |                                                             |                                                             |                                                             |                                                             |                                                             |                                                             |                                                             |                                                             |                                                             |                                                             |                                                             |                                                             |                                                             |                                                             |                                                             |                                                             |
| Buruixkhanda (Turquia)                                                       |                                      |                                      |                                      |                                      |                                      |                                      |                                   |                                                             |                                                             |                                                             |                                                             |                                                             |                                                             |                                                             |                                                             |                                                             |                                                             |                                                             |                                                             |                                                             |                                                             |                                                             |                                                             |                                                             |                                                             |                                                             |                                                             |                                                             |
| Assíria (Síria, Egipte, Iraq, Aràbia Saudí, Turquia, Iran i Líban)           |                                      |                                      |                                      |                                      |                                      |                                      |                                   |                                                             |                                                             |                                                             |                                                             |                                                             |                                                             |                                                             |                                                             |                                                             |                                                             |                                                             |                                                             |                                                             |                                                             |                                                             |                                                             |                                                             |                                                             |                                                             |                                                             |                                                             |
| Kussara (Turquia)                                                            |                                      |                                      |                                      |                                      |                                      |                                      |                                   |                                                             |                                                             |                                                             |                                                             |                                                             |                                                             |                                                             |                                                             |                                                             |                                                             |                                                             |                                                             |                                                             |                                                             |                                                             |                                                             |                                                             |                                                             |                                                             |                                                             |                                                             |
| Babilònia (Iraq)                                                             |                                      |                                      |                                      |                                      |                                      |                                      |                                   |                                                             |                                                             |                                                             |                                                             |                                                             |                                                             |                                                             |                                                             |                                                             |                                                             |                                                             |                                                             |                                                             |                                                             |                                                             |                                                             |                                                             |                                                             |                                                             |                                                             |                                                             |
| Zalpa (Turquia)                                                              |                                      |                                      |                                      |                                      |                                      |                                      |                                   |                                                             |                                                             |                                                             |                                                             |                                                             |                                                             |                                                             |                                                             |                                                             |                                                             |                                                             |                                                             |                                                             |                                                             |                                                             |                                                             |                                                             |                                                             |                                                             |                                                             |                                                             |
| Yamkhad (Turquia i Síria)                                                    |                                      |                                      |                                      |                                      |                                      |                                      |                                   |                                                             |                                                             |                                                             |                                                             |                                                             |                                                             |                                                             |                                                             |                                                             |                                                             |                                                             |                                                             |                                                             |                                                             |                                                             |                                                             |                                                             |                                                             |                                                             |                                                             |                                                             |
| Fenícia (Líban i Síria)                                                      |                                      |                                      |                                      |                                      |                                      |                                      |                                   |                                                             |                                                             |                                                             |                                                             |                                                             |                                                             |                                                             |                                                             |                                                             |                                                             |                                                             |                                                             |                                                             |                                                             |                                                             |                                                             |                                                             |                                                             |                                                             |                                                             |                                                             |
| Biblos (Líban)                                                               |                                      |                                      |                                      |                                      |                                      |                                      |                                   |                                                             |                                                             |                                                             |                                                             |                                                             |                                                             |                                                             |                                                             |                                                             |                                                             |                                                             |                                                             |                                                             |                                                             |                                                             |                                                             |                                                             |                                                             |                                                             |                                                             |                                                             |
| Hicsos (Egipte)                                                              |                                      |                                      |                                      |                                      |                                      |                                      |                                   |                                                             |                                                             |                                                             |                                                             |                                                             |                                                             |                                                             |                                                             |                                                             |                                                             |                                                             |                                                             |                                                             |                                                             |                                                             |                                                             |                                                             |                                                             |                                                             |                                                             |                                                             |
|                                                                              |                                      |                                      | Mittani (Turquia, Síria i Iraq)      |                                      |                                      |                                      |                                   |                                                             |                                                             |                                                             |                                                             |                                                             |                                                             |                                                             |                                                             |                                                             |                                                             |                                                             |                                                             |                                                             |                                                             |                                                             |                                                             |                                                             |                                                             |                                                             |                                                             |                                                             |
|                                                                              |                                      |                                      |                                      |                                      |                                      | Kizzuwatna (Turquia)                 |                                   |                                                             |                                                             |                                                             |                                                             |                                                             |                                                             |                                                             |                                                             |                                                             |                                                             |                                                             |                                                             |                                                             |                                                             |                                                             |                                                             |                                                             |                                                             |                                                             |                                                             |                                                             |
|                                                                              |                                      |                                      |                                      |                                      |                                      |                                      |                                   | Dardània (Sèrbia, Kosovo, Macedònia del Nord, Bulgària)     |                                                             |                                                             |                                                             |                                                             |                                                             |                                                             |                                                             |                                                             |                                                             |                                                             |                                                             |                                                             |                                                             |                                                             |                                                             |                                                             |                                                             |                                                             |                                                             |                                                             |
|                                                                              |                                      |                                      |                                      |                                      |                                      |                                      |                                   |                                                             |                                                             | Tir (Líban)                                                 |                                                             |                                                             |                                                             |                                                             |                                                             |                                                             |                                                             |                                                             |                                                             |                                                             |                                                             |                                                             |                                                             |                                                             |                                                             |                                                             |                                                             |                                                             |
|                                                                              |                                      |                                      |                                      |                                      |                                      |                                      |                                   |                                                             |                                                             | Azzi (Armènia)                                              |                                                             |                                                             |                                                             |                                                             |                                                             |                                                             |                                                             |                                                             |                                                             |                                                             |                                                             |                                                             |                                                             |                                                             |                                                             |                                                             |                                                             |                                                             |
|                                                                              |                                      |                                      |                                      |                                      |                                      |                                      |                                   |                                                             |                                                             |                                                             | Paflagònia (Turquia)                                        |                                                             |                                                             |                                                             |                                                             |                                                             |                                                             |                                                             |                                                             |                                                             |                                                             |                                                             |                                                             |                                                             |                                                             |                                                             |                                                             |                                                             |
|                                                                              |                                      |                                      |                                      |                                      |                                      |                                      |                                   |                                                             |                                                             |                                                             |                                                             | Ahhiyawa (Turquia)                                          |                                                             |                                                             |                                                             |                                                             |                                                             |                                                             |                                                             |                                                             |                                                             |                                                             |                                                             |                                                             |                                                             |                                                             |                                                             |                                                             |
|                                                                              |                                      |                                      |                                      |                                      |                                      |                                      |                                   |                                                             |                                                             |                                                             |                                                             |                                                             | Kashka (Turquia)                                            |                                                             |                                                             |                                                             |                                                             |                                                             |                                                             |                                                             |                                                             |                                                             |                                                             |                                                             |                                                             |                                                             |                                                             |                                                             |
|                                                                              |                                      |                                      |                                      |                                      |                                      |                                      |                                   |                                                             |                                                             |                                                             |                                                             |                                                             |                                                             |                                                             |                                                             |                                                             | Basan (Síria i Jordània)                                    |                                                             |                                                             |                                                             |                                                             |                                                             |                                                             |                                                             |                                                             |                                                             |                                                             |                                                             |
|                                                                              |                                      |                                      |                                      |                                      |                                      |                                      |                                   |                                                             |                                                             |                                                             |                                                             |                                                             |                                                             |                                                             |                                                             |                                                             |                                                             | Mísia (Turquia)                                             |                                                             |                                                             |                                                             |                                                             |                                                             |                                                             |                                                             |                                                             |                                                             |                                                             |
|                                                                              |                                      |                                      |                                      |                                      |                                      |                                      |                                   |                                                             |                                                             |                                                             |                                                             |                                                             |                                                             |                                                             |                                                             |                                                             |                                                             |                                                             | Assuwa (Turquia)                                            | Assuwa (Turquia)                                            | Assuwa (Turquia)                                            | Assuwa (Turquia)                                            | Cària (Turquia)                                             | Cària (Turquia)                                             | Cària (Turquia)                                             | Cària (Turquia)                                             | Cària (Turquia)                                             | Cària (Turquia)                                             |
|                                                                              |                                      |                                      |                                      |                                      |                                      |                                      |                                   |                                                             |                                                             |                                                             |                                                             |                                                             |                                                             |                                                             |                                                             |                                                             |                                                             |                                                             |                                                             |                                                             | Xupria (Armènia)                                            |                                                             |                                                             |                                                             |                                                             |                                                             |                                                             |                                                             |
|                                                                              |                                      |                                      |                                      |                                      |                                      |                                      |                                   |                                                             |                                                             |                                                             |                                                             |                                                             |                                                             |                                                             |                                                             |                                                             |                                                             |                                                             |                                                             |                                                             |                                                             |                                                             |                                                             |                                                             |                                                             | Ma'in (Yemen)                                               |                                                             |                                                             |
|                                                                              |                                      |                                      |                                      |                                      |                                      |                                      |                                   |                                                             |                                                             |                                                             |                                                             |                                                             |                                                             |                                                             |                                                             |                                                             |                                                             |                                                             |                                                             |                                                             |                                                             |                                                             |                                                             |                                                             |                                                             | Edom (Egipte, Israel i Jordània)                            |                                                             |                                                             |
|                                                                              |                                      |                                      |                                      |                                      |                                      |                                      |                                   |                                                             |                                                             |                                                             |                                                             |                                                             |                                                             |                                                             |                                                             |                                                             |                                                             |                                                             |                                                             |                                                             |                                                             |                                                             |                                                             |                                                             |                                                             | Regne de Moab (Jordània)                                    |                                                             |                                                             |
|                                                                              |                                      |                                      |                                      |                                      |                                      |                                      |                                   |                                                             |                                                             |                                                             |                                                             |                                                             |                                                             |                                                             |                                                             |                                                             |                                                             |                                                             |                                                             |                                                             |                                                             |                                                             |                                                             |                                                             |                                                             | Frígia (Turquia)                                            |                                                             |                                                             |
|                                                                              |                                      |                                      |                                      |                                      |                                      |                                      |                                   |                                                             |                                                             |                                                             |                                                             |                                                             |                                                             |                                                             |                                                             |                                                             |                                                             |                                                             |                                                             |                                                             |                                                             |                                                             |                                                             |                                                             |                                                             | Sam'al (Turquia)                                            |                                                             |                                                             |
| 1776                                                                         | 1759                                 | 1750                                 | 1690                                 | 1670                                 | 1650                                 | 1600                                 | 1595                              | 1527                                                        | 1525                                                        | 1500                                                        | 1480                                                        | 1450                                                        | 1430                                                        | 1420                                                        | 1400                                                        | 1350                                                        | 1330                                                        | 1320                                                        | 1300                                                        | 1300                                                        | 1290                                                        | 1250                                                        | 1250                                                        | 1220                                                        | 1210                                                        | 1200                                                        | 1200                                                        | 1194                                                        |

#### Entre els anys 1194 i 40 a.C.
| 1194                                                                         | 1190                                  | 1183                                  | 1180                                  | 1178                                  | 1175                                  | S xII                                 | 1135                                  | 1090                                  | 990                                   | 970                                   | 928                                   | 934                                   | s VIII                                | 750                                   | 732                                   | 700                                   | 680 | 675 | 650 | 560 | 550 | 547 | 539 | 400 | 301 | 183 | 125 | 85 | 40 |
| ---------------------------------------------------------------------------- | ------------------------------------- | ------------------------------------- | ------------------------------------- | ------------------------------------- | ------------------------------------- | ------------------------------------- | ------------------------------------- | ------------------------------------- | ------------------------------------- | ------------------------------------- | ------------------------------------- | ------------------------------------- | ------------------------------------- | ------------------------------------- | ------------------------------------- | ------------------------------------- | --- | --- | --- | --- | --- | --- | --- | --- | --- | --- | --- | -- | -- |
| Canaan (Israel i Palestina)                                                  | els Arameus (Iraq, Palestina i Síria) | els Arameus (Iraq, Palestina i Síria) | els Arameus (Iraq, Palestina i Síria) | els Arameus (Iraq, Palestina i Síria) | els Arameus (Iraq, Palestina i Síria) | els Arameus (Iraq, Palestina i Síria) | els Arameus (Iraq, Palestina i Síria) | els Arameus (Iraq, Palestina i Síria) | els Arameus (Iraq, Palestina i Síria) | els Arameus (Iraq, Palestina i Síria) | els Arameus (Iraq, Palestina i Síria) | els Arameus (Iraq, Palestina i Síria) | els Arameus (Iraq, Palestina i Síria) | els Arameus (Iraq, Palestina i Síria) | els Arameus (Iraq, Palestina i Síria) | els Arameus (Iraq, Palestina i Síria) |     |     |     |     |     |     |     |     |     |     |     |    |    |
| Lídia (Turquia)                                                              |                                       |                                       |                                       |                                       |                                       |                                       |                                       |                                       |                                       |                                       |                                       |                                       |                                       |                                       |                                       |                                       |     |     |     |     |     |     |     |     |     |     |     |    |    |
| Imperi Hitita (Síria, Iran, Iraq, Turquia, Lïban, i Egipte)                  |                                       |                                       |                                       |                                       |                                       |                                       |                                       |                                       |                                       |                                       |                                       |                                       |                                       |                                       |                                       |                                       |     |     |     |     |     |     |     |     |     |     |     |    |    |
| Tròade (Turquia)                                                             |                                       |                                       |                                       |                                       |                                       |                                       |                                       |                                       |                                       |                                       |                                       |                                       |                                       |                                       |                                       |                                       |     |     |     |     |     |     |     |     |     |     |     |    |    |
| Ishuwa (Turquia)                                                             |                                       |                                       |                                       |                                       |                                       |                                       |                                       |                                       |                                       |                                       |                                       |                                       |                                       |                                       |                                       |                                       |     |     |     |     |     |     |     |     |     |     |     |    |    |
| Eixnuna (Iraq)                                                               |                                       |                                       |                                       |                                       |                                       |                                       |                                       |                                       |                                       |                                       |                                       |                                       |                                       |                                       |                                       |                                       |     |     |     |     |     |     |     |     |     |     |     |    |    |
| Ugarit (Síria)                                                               |                                       |                                       |                                       |                                       |                                       |                                       |                                       |                                       |                                       |                                       |                                       |                                       |                                       |                                       |                                       |                                       |     |     |     |     |     |     |     |     |     |     |     |    |    |
| Dilmun (Kuwait, Aràbia Saudi i Bahrein)                                      |                                       |                                       |                                       |                                       |                                       |                                       |                                       |                                       |                                       |                                       |                                       |                                       |                                       |                                       |                                       |                                       |     |     |     |     |     |     |     |     |     |     |     |    |    |
| Lullubi (Iraq)                                                               |                                       |                                       |                                       |                                       |                                       |                                       |                                       |                                       |                                       |                                       |                                       |                                       |                                       |                                       |                                       |                                       |     |     |     |     |     |     |     |     |     |     |     |    |    |
| Namar (Iran)                                                                 |                                       |                                       |                                       |                                       |                                       |                                       |                                       |                                       |                                       |                                       |                                       |                                       |                                       |                                       |                                       |                                       |     |     |     |     |     |     |     |     |     |     |     |    |    |
| Armi (Síria)                                                                 |                                       |                                       |                                       |                                       |                                       |                                       |                                       |                                       |                                       |                                       |                                       |                                       |                                       |                                       |                                       |                                       |     |     |     |     |     |     |     |     |     |     |     |    |    |
| Magan (Oman)                                                                 |                                       |                                       |                                       |                                       |                                       |                                       |                                       |                                       |                                       |                                       |                                       |                                       |                                       |                                       |                                       |                                       |     |     |     |     |     |     |     |     |     |     |     |    |    |
| Cassites (Iran i Iraq)                                                       |                                       |                                       |                                       |                                       |                                       |                                       |                                       |                                       |                                       |                                       |                                       |                                       |                                       |                                       |                                       |                                       |     |     |     |     |     |     |     |     |     |     |     |    |    |
| Pobles de la mar (Grècia, Egipte, Xipre, Síria, Palestina, Itàlia i Espanya) |                                       |                                       |                                       |                                       |                                       |                                       |                                       |                                       |                                       |                                       |                                       |                                       |                                       |                                       |                                       |                                       |     |     |     |     |     |     |     |     |     |     |     |    |    |
| Wilusa (Turquia)                                                             |                                       |                                       |                                       |                                       |                                       |                                       |                                       |                                       |                                       |                                       |                                       |                                       |                                       |                                       |                                       |                                       |     |     |     |     |     |     |     |     |     |     |     |    |    |
| Lukka (Turquia)                                                              |                                       |                                       |                                       |                                       |                                       |                                       |                                       |                                       |                                       |                                       |                                       |                                       |                                       |                                       |                                       |                                       |     |     |     |     |     |     |     |     |     |     |     |    |    |
| Assíria (Síria, Egipte, Iraq, Aràbia Saudí, Turquia, Iran i Líban)           |                                       |                                       |                                       |                                       |                                       |                                       |                                       |                                       |                                       |                                       |                                       |                                       |                                       |                                       |                                       |                                       |     |     |     |     |     |     |     |     |     |     |     |    |    |
| Babilònia (Iraq)                                                             |                                       |                                       |                                       |                                       |                                       |                                       |                                       |                                       |                                       |                                       |                                       |                                       |                                       |                                       |                                       |                                       |     |     |     |     |     |     |     |     |     |     |     |    |    |
| Fenícia (Líban i Síria)                                                      |                                       |                                       |                                       |                                       |                                       |                                       |                                       |                                       |                                       |                                       |                                       |                                       |                                       |                                       |                                       |                                       |     |     |     |     |     |     |     |     |     |     |     |    |    |
| Biblos (Líban)                                                               |                                       |                                       |                                       |                                       |                                       |                                       |                                       |                                       |                                       |                                       |                                       |                                       |                                       |                                       |                                       |                                       |     |     |     |     |     |     |     |     |     |     |     |    |    |
| Hicsos (Egipte)                                                              |                                       |                                       |                                       |                                       |                                       |                                       |                                       |                                       |                                       |                                       |                                       |                                       |                                       |                                       |                                       |                                       |     |     |     |     |     |     |     |     |     |     |     |    |    |
| Dardània (Sèrbia, Kosovo, Macedònia del Nord, Bulgària)                      |                                       |                                       |                                       |                                       |                                       |                                       |                                       |                                       |                                       |                                       |                                       |                                       |                                       |                                       |                                       |                                       |     |     |     |     |     |     |     |     |     |     |     |    |    |
| Tir (Líban)                                                                  |                                       |                                       |                                       |                                       |                                       |                                       |                                       |                                       |                                       |                                       |                                       |                                       |                                       |                                       |                                       |                                       |     |     |     |     |     |     |     |     |     |     |     |    |    |
| Azzi (Armènia)                                                               |                                       |                                       |                                       |                                       |                                       |                                       |                                       |                                       |                                       |                                       |                                       |                                       |                                       |                                       |                                       |                                       |     |     |     |     |     |     |     |     |     |     |     |    |    |
| Paflagònia (Turquia)                                                         |                                       |                                       |                                       |                                       |                                       |                                       |                                       |                                       |                                       |                                       |                                       |                                       |                                       |                                       |                                       |                                       |     |     |     |     |     |     |     |     |     |     |     |    |    |
| Basan (Síria i Jordània)                                                     |                                       |                                       |                                       |                                       |                                       |                                       |                                       |                                       |                                       |                                       |                                       |                                       |                                       |                                       |                                       |                                       |     |     |     |     |     |     |     |     |     |     |     |    |    |
| Mísia (Turquia)                                                              |                                       |                                       |                                       |                                       |                                       |                                       |                                       |                                       |                                       |                                       |                                       |                                       |                                       |                                       |                                       |                                       |     |     |     |     |     |     |     |     |     |     |     |    |    |
| Cària (Turquia)                                                              |                                       |                                       |                                       |                                       |                                       |                                       |                                       |                                       |                                       |                                       |                                       |                                       |                                       |                                       |                                       |                                       |     |     |     |     |     |     |     |     |     |     |     |    |    |
| Xupria (Armènia)                                                             |                                       |                                       |                                       |                                       |                                       |                                       |                                       |                                       |                                       |                                       |                                       |                                       |                                       |                                       |                                       |                                       |     |     |     |     |     |     |     |     |     |     |     |    |    |
| Ma'in (Yemen)                                                                |                                       |                                       |                                       |                                       |                                       |                                       |                                       |                                       |                                       |                                       |                                       |                                       |                                       |                                       |                                       |                                       |     |     |     |     |     |     |     |     |     |     |     |    |    |
| Edom (Egipte, Israel i Jordània)                                             |                                       |                                       |                                       |                                       |                                       |                                       |                                       |                                       |                                       |                                       |                                       |                                       |                                       |                                       |                                       |                                       |     |     |     |     |     |     |     |     |     |     |     |    |    |
| Regne de Moab (Jordània)                                                     |                                       |                                       |                                       |                                       |                                       |                                       |                                       |                                       |                                       |                                       |                                       |                                       |                                       |                                       |                                       |                                       |     |     |     |     |     |     |     |     |     |     |     |    |    |
| Frígia (Turquia)                                                             |                                       |                                       |                                       |                                       |                                       |                                       |                                       |                                       |                                       |                                       |                                       |                                       |                                       |                                       |                                       |                                       |     |     |     |     |     |     |     |     |     |     |     |    |    |
| Sam'al (Turquia)                                                             |                                       |                                       |                                       |                                       |                                       |                                       |                                       |                                       |                                       |                                       |                                       |                                       |                                       |                                       |                                       |                                       |     |     |     |     |     |     |     |     |     |     |     |    |    |
| 1194                                                                         | 1190                                  | 1183                                  | 1180                                  | 1178                                  | 1175                                  | S xII                                 | 1135                                  | 1090                                  | 990                                   | 970                                   | 928                                   | 934                                   | s VIII                                | 750                                   | 732                                   | 700                                   | 680 | 675 | 650 | 560 | 550 | 547 | 539 | 400 | 301 | 183 | 125 | 85 | 40 |

### Àsia Oriental
| 2879               | 2333             | 2205       | 2000         | 1600       | 1600         | s XIII       | 1046         | 512 | 445 | 311 | 258 | 150 | 108 | x VII d.C. |
| ------------------ | ---------------- | ---------- | ------------ | ---------- | ------------ | ------------ | ------------ | --- | --- | --- | --- | --- | --- | ---------- |
| Văn Lang (Vietnam) |                  |            |              |            |              |              |              |     |     |     |     |     |     |            |
|                    | Gojoseon (Corea) |            |              |            |              |              |              |     |     |     |     |     |     |            |
|                    |                  | Xia (Xina) | Xia (Xina)   | Xia (Xina) | Shang (Xina) | Shang (Xina) | Shang (Xina) |     |     |     |     |     |     |            |
|                    |                  |            | Qiang (Xina) |            |              |              |              |     |     |     |     |     |     |            |
|                    |                  |            | Xu (Xina)    |            |              |              |              |     |     |     |     |     |     |            |
|                    |                  |            |              |            | Sumpa (Xina) |              |              |     |     |     |     |     |     |            |
|                    |                  |            |              |            | Qi (Xina)    |              |              |     |     |     |     |     |     |            |
|                    |                  |            |              |            |              | Ba (Xina)    |              |     |     |     |     |     |     |            |

### Europa
| 3000              | 2700                          | 2000                                                                         | 1600                           | s XIV                          | 1556            | 1500            | 1450                              | s XIII              | 1420 | 1300              | 1250             | 1200                | 1183 | 1175 | 1100 | 1068 | 1050 | 950 | 753 | 724 | s VI | 450 | 431 | 386 | 300 |
| ----------------- | ----------------------------- | ---------------------------------------------------------------------------- | ------------------------------ | ------------------------------ | --------------- | --------------- | --------------------------------- | ------------------- | ---- | ----------------- | ---------------- | ------------------- | ---- | ---- | ---- | ---- | ---- | --- | --- | --- | ---- | --- | --- | --- | --- |
| Pelàsgia (Grècia) |                               |                                                                              |                                |                                |                 |                 |                                   |                     |      |                   |                  |                     |      |      |      |      |      |     |     |     |      |     |     |     |     |
|                   | Civilització Minoica (Grècia) |                                                                              |                                |                                |                 |                 |                                   |                     |      |                   |                  |                     |      |      |      |      |      |     |     |     |      |     |     |     |     |
|                   |                               | Pobles de la mar (Grècia, Egipte, Xipre, Síria, Palestina, Itàlia i Espanya) |                                |                                |                 |                 |                                   |                     |      |                   |                  |                     |      |      |      |      |      |     |     |     |      |     |     |     |     |
|                   |                               |                                                                              | Civilització Micènica (Grècia) |                                |                 |                 |                                   |                     |      |                   |                  |                     |      |      |      |      |      |     |     |     |      |     |     |     |     |
|                   |                               |                                                                              |                                | Migdònia de Macedònia (Grècia) |                 |                 |                                   |                     |      |                   |                  |                     |      |      |      |      |      |     |     |     |      |     |     |     |     |
|                   |                               |                                                                              |                                | Crestònia (Grècia)             |                 |                 |                                   |                     |      |                   |                  |                     |      |      |      |      |      |     |     |     |      |     |     |     |     |
|                   |                               |                                                                              |                                |                                | Atenes (Grècia) |                 |                                   |                     |      |                   |                  |                     |      |      |      |      |      |     |     |     |      |     |     |     |     |
|                   |                               |                                                                              |                                |                                |                 | Tràcia (Grècia) |                                   |                     |      |                   |                  |                     |      |      |      |      |      |     |     |     |      |     |     |     |     |
|                   |                               |                                                                              |                                |                                |                 |                 | Alaixiya (Xipre, Turquia o Síria) |                     |      |                   |                  |                     |      |      |      |      |      |     |     |     |      |     |     |     |     |
|                   |                               |                                                                              |                                |                                |                 |                 | Frígia (Turquia)                  |                     |      |                   |                  |                     |      |      |      |      |      |     |     |     |      |     |     |     |     |
|                   |                               |                                                                              |                                |                                |                 |                 |                                   | els Sicans (Itàlia) |      |                   |                  |                     |      |      |      |      |      |     |     |     |      |     |     |     |     |
|                   |                               |                                                                              |                                |                                |                 |                 |                                   |                     |      | Elis (Grècia)     |                  |                     |      |      |      |      |      |     |     |     |      |     |     |     |     |
|                   |                               |                                                                              |                                |                                |                 |                 |                                   |                     |      | Messènia (Grècia) |                  |                     |      |      |      |      |      |     |     |     |      |     |     |     |     |
|                   |                               |                                                                              |                                |                                |                 |                 |                                   |                     |      | Esparta (Grècia)  |                  |                     |      |      |      |      |      |     |     |     |      |     |     |     |     |
|                   |                               |                                                                              |                                |                                |                 |                 |                                   |                     |      |                   | Lòcrida (Grècia) |                     |      |      |      |      |      |     |     |     |      |     |     |     |     |
|                   |                               |                                                                              |                                |                                |                 |                 |                                   |                     |      |                   |                  | Alba Longa (Itàlia) |      |      |      |      |      |     |     |     |      |     |     |     |     |
| 3000              | 2700                          | 2000                                                                         | 1600                           | s XIV                          | 1556            | 1500            | 1450                              | s XIII              | 1420 | 1300              | 1250             | 1200                | 1183 | 1175 | 1100 | 1068 | 1050 | 950 | 753 | 724 | s VI | 450 | 431 | 386 | 300 |

## Edat del ferro
Entre els anys -1200 i -600

### Àfrica
| 2400                                              | 1550         | s XIII       | 1070                           | 1069         | 1069   | 1000                      | 980                      | 814                                                                                           | s VIII                                                                                        | 700                                                                                           | 650                                                                                           | 650                                                                                | 631                                                                                | 525                                                                                | s V                                                                                | 400                                                                                | 350                                                                                | s IV                                                                               | 300                                                                                | 146                                                                                |
| ------------------------------------------------- | ------------ | ------------ | ------------------------------ | ------------ | ------ | ------------------------- | ------------------------ | --------------------------------------------------------------------------------------------- | --------------------------------------------------------------------------------------------- | --------------------------------------------------------------------------------------------- | --------------------------------------------------------------------------------------------- | ---------------------------------------------------------------------------------- | ---------------------------------------------------------------------------------- | ---------------------------------------------------------------------------------- | ---------------------------------------------------------------------------------- | ---------------------------------------------------------------------------------- | ---------------------------------------------------------------------------------- | ---------------------------------------------------------------------------------- | ---------------------------------------------------------------------------------- | ---------------------------------------------------------------------------------- |
| País del Punt (Somàlia, Etiòpia, Eritrea o Yemen) |              |              |                                |              |        |                           |                          |                                                                                               |                                                                                               |                                                                                               |                                                                                               |                                                                                    |                                                                                    |                                                                                    |                                                                                    |                                                                                    |                                                                                    |                                                                                    |                                                                                    |                                                                                    |
|                                                   | Antic Egipte | Antic Egipte | Antic Egipte                   | Antic Egipte | Egipte | Egipte                    | Egipte                   | Egipte                                                                                        | Egipte                                                                                        | Egipte                                                                                        | Egipte                                                                                        | Egipte                                                                             | Egipte                                                                             | Egipte                                                                             |                                                                                    |                                                                                    |                                                                                    |                                                                                    |                                                                                    |                                                                                    |
|                                                   | Libu (Líbia) |              |                                |              |        |                           |                          |                                                                                               |                                                                                               |                                                                                               |                                                                                               |                                                                                    |                                                                                    |                                                                                    |                                                                                    |                                                                                    |                                                                                    |                                                                                    |                                                                                    |                                                                                    |
|                                                   |              | Etiòpia      |                                |              |        |                           |                          |                                                                                               |                                                                                               |                                                                                               |                                                                                               |                                                                                    |                                                                                    |                                                                                    |                                                                                    |                                                                                    |                                                                                    |                                                                                    |                                                                                    |                                                                                    |
|                                                   |              |              | Regne de Cuix (Egipte i Sudan) |              |        |                           |                          |                                                                                               |                                                                                               |                                                                                               |                                                                                               |                                                                                    |                                                                                    |                                                                                    |                                                                                    |                                                                                    |                                                                                    |                                                                                    |                                                                                    |                                                                                    |
|                                                   |              |              |                                |              |        | Cultura Nok (Nigèria)     |                          |                                                                                               |                                                                                               |                                                                                               |                                                                                               |                                                                                    |                                                                                    |                                                                                    |                                                                                    |                                                                                    |                                                                                    |                                                                                    |                                                                                    |                                                                                    |
|                                                   |              |              |                                |              |        | Garamants (Tunis i Lïbia) |                          |                                                                                               |                                                                                               |                                                                                               |                                                                                               |                                                                                    |                                                                                    |                                                                                    |                                                                                    |                                                                                    |                                                                                    |                                                                                    |                                                                                    |                                                                                    |
|                                                   |              |              |                                |              |        |                           | D'mt (Eritrea i Etiòpia) |                                                                                               |                                                                                               |                                                                                               |                                                                                               |                                                                                    |                                                                                    |                                                                                    |                                                                                    |                                                                                    |                                                                                    |                                                                                    |                                                                                    |                                                                                    |
|                                                   |              |              |                                |              |        |                           |                          | República Fenícia de Cartago (Espanya, França, Itàlia, Malta, Marroc, Algèria, Tunis i Líbia) | República Fenícia de Cartago (Espanya, França, Itàlia, Malta, Marroc, Algèria, Tunis i Líbia) | República Fenícia de Cartago (Espanya, França, Itàlia, Malta, Marroc, Algèria, Tunis i Líbia) | República Fenícia de Cartago (Espanya, França, Itàlia, Malta, Marroc, Algèria, Tunis i Líbia) | Imperi Cartaginès (Espanya, França, Itàlia, Malta, Marroc, Algèria, Tunis i Líbia) | Imperi Cartaginès (Espanya, França, Itàlia, Malta, Marroc, Algèria, Tunis i Líbia) | Imperi Cartaginès (Espanya, França, Itàlia, Malta, Marroc, Algèria, Tunis i Líbia) | Imperi Cartaginès (Espanya, França, Itàlia, Malta, Marroc, Algèria, Tunis i Líbia) | Imperi Cartaginès (Espanya, França, Itàlia, Malta, Marroc, Algèria, Tunis i Líbia) | Imperi Cartaginès (Espanya, França, Itàlia, Malta, Marroc, Algèria, Tunis i Líbia) | Imperi Cartaginès (Espanya, França, Itàlia, Malta, Marroc, Algèria, Tunis i Líbia) | Imperi Cartaginès (Espanya, França, Itàlia, Malta, Marroc, Algèria, Tunis i Líbia) | Imperi Cartaginès (Espanya, França, Itàlia, Malta, Marroc, Algèria, Tunis i Líbia) |
|                                                   |              |              |                                |              |        |                           |                          |                                                                                               | els Macrobis (Egipte, Sudan, Etiòpia o Somàlia)                                               |                                                                                               |                                                                                               |                                                                                    |                                                                                    |                                                                                    |                                                                                    |                                                                                    |                                                                                    |                                                                                    |                                                                                    |                                                                                    |
|                                                   |              |              |                                |              |        |                           |                          |                                                                                               |                                                                                               |                                                                                               |                                                                                               |                                                                                    | Cirenaica (Líbia)                                                                  |                                                                                    |                                                                                    |                                                                                    |                                                                                    |                                                                                    |                                                                                    |                                                                                    |

### Amèrica
| 2000                                                                 | 1400                        | s XII                  | 800                   | 700                           | 400 | 100 | 900 d.C. | s XIV | 1521 |
| -------------------------------------------------------------------- | --------------------------- | ---------------------- | --------------------- | ----------------------------- | --- | --- | -------- | ----- | ---- |
| Civilització Maia (Mèxic, Guatemala, Belize, Hondures i El Salvador) |                             |                        |                       |                               |     |     |          |       |      |
|                                                                      | Civilització Olmeca (Mèxic) |                        |                       |                               |     |     |          |       |      |
|                                                                      |                             | Anasazi (Estats Units) |                       |                               |     |     |          |       |      |
|                                                                      |                             |                        | Cultura Paraca (Perú) |                               |     |     |          |       |      |
|                                                                      |                             |                        |                       | Civilització Zapoteca (Mèxic) |     |     |          |       |      |

### Europa

#### Entre l'any 2000 i el segle VII a.C.
| 2000 | 1600 | 1556 | 1500 | 1450 | s. XIII | 1300 | 1200 | 1183 | 1100 | s. XI | 1050 | s. X | 1000 | s. IX | 950 | 768 | 764 | 760 | 753 | 750 | 743 | 724 | 700 | 683 | s. VII |
| ---- | ---- | ---- | ---- | ---- | ------- | ---- | ---- | ---- | ---- | ----- | ---- | ---- | ---- | ----- | --- | --- | --- | --- | --- | --- | --- | --- | --- | --- | ------ |
|      |      |      |      |      |         |      |      |      |      |       |      |      |      |       |     |     |     |     |     |     |     |     | Cultura de Hallstatt (França, Suissa, Alemanya, Txèquia, Austria, Itàlia, Espanya, Portugal, Eslovàquia, Hongria, Eslovènia, Croàcia, Sèrbia, Polònia) |     |        |
|      |      |      |      |      |         |      |      |      |      |       |      |      |      |       |     |     |     |     |     |     |     |     | |     |        |
|      |      |      |      |      |         |      |      |      |      |       |      |      |      |       |     |     |     |     |     |     |     |     | |     |        |

#### Entre els segles VII a.C. i IV d.C.
| s. VII | 600 | 509 | 500 | 494 | 450 | s. V | 425 | 379 | s. IV | 338 | 325 | 300 | 264 | 231 | 168 | 146 | 89 | 87 | 82 | 50 | 34 | 106 d.C. | s. IV |
| --- | --- | --- | --- | --- | --- | ---- | --- | --- | ----- | --- | --- | --- | --- | --- | --- | --- | -- | -- | -- | -- | -- | -------- | ----- |
| Cultura de Hallstatt (França, Suissa, Alemanya, Txèquia, Austria, Itàlia, Espanya, Portugal, Eslovàquia, Hongria, Eslovènia, Croàcia, Sèrbia, Polònia) |     |     |     |     |     |      |     |     |       |     |     |     |     |     |     |     |    |    |    |    |    |          |       |
| |     |     |     |     |     |      |     |     |       |     |     |     |     |     |     |     |    |    |    |    |    |          |       |
| |     |     |     |     |     |      |     |     |       |     |     |     |     |     |     |     |    |    |    |    |    |          |       |